# Billie Rogers
Billie Rogers, geboren als Zelda Louise Smith (* 31. Mai 1917 in North Plains, Oregon; † 18. Januar 2014) war eine US-amerikanische Jazztrompeterin und Sängerin des Swing. Sie war mit Valaida Snow eine der ersten Jazztrompeterinnen. Ihr Engagement bei Woody Herman durchbrach eine Schranke für weibliche Instrumentalistinnen (im Gegensatz zu Sängerinnen) in Bigbands in den USA.
Rogers kam aus einer Musikerfamilie, wuchs in Rainier (Washington) auf und besuchte die High School in Renton (Washington). Sie begann auf dem Klavier und lernte mit acht Jahren Trompete. Ihr älterer Bruder Les (Lester Smith 1913–1936) war auch Musiker, der die Band der University of Montana in Missoula leitete, an der auch Billie Rogers studierte und spielte. Er starb aber schon 1936 als Student an einer Blinddarmentzündung. 1941 heiratete sie Guy C. Rogers. Sie spielte in Vaudeville- und Tanz-Orchestern. 1941 bis Oktober 1943 spielte sie bei Woody Herman and His Orchestra. Der Kontakt kam über ihren späteren Ehemann Jack Archer (1919–1962, Heirat 1944 in Chicago, beide hatten eine 1959 geborene Tochter) zustande, der Road Manager von Woody Herman war und sie in einer rein weiblichen Band in Culver City gehört hatte, in der Rogers die Zeit überbrückte, bis ihre Gewerkschaftszulassung für Los Angeles erteilt war. Sie leitete 1944 eine eigene rein männliche Bigband (Billie Herman Orchestra) an der Ostküste, gemanagt von Jack Archer, und war dann bei Jerry Wald bis Oktober 1945. Danach leitete sie ein eigenes Sextett. Außerdem spielte sie in den 1940er Jahren mit der Bigband von Tommy Pederson im Palladium in Hollywood.
Später in den 1950er Jahren zog sie sich aus dem Musikleben zurück. Ihr Ehemann Jack Archer hatte eine eigene Agentur in New York City und arbeitete nach der Bigband-Ära vor allem für Rhythm & Blues.
Sie nahm mit ihrem Orchester auf (1944) sowie mit dem von Herman, Pederson und Wald.